# La revolución de la vida cotidiana
La revolución de la vida cotidiana o La revolución de todos los días (en España está publicado como Tratado del saber vivir para uso de las jóvenes generaciones, Editorial Irrecuperables) es un libro de 1967 escrito por Raoul Vaneigem, autor belga, filósofo y exmiembro de la Internacional Situacionista (1961-1970). Es un análisis de la afectación Del pitó de la vida cotidiana por parte del sistema autoritario capitalista y de la reducción del mundo a mercancía, trazando perspectivas para un cambio radical en la vida cotidiana tanto individual como colectiva, afirmando que el punto esencial de la emancipación no es otro más que cambiar la vida.

## Sobre la obra
En francés el título de la obra es más elaborado Traité du savoir-vivre à l’usage des jeunes générations, o Tratado del saber vivir para uso de las jóvenes generaciones. John Fullerton y Paul Sieveking, los primeros traductores de la obra al inglés, eligieron este título alternativo. Aunque más tarde los traductores como Donald Nicholson-Smith prefirió el título original en francés, en general y los editores insisten en el título posterior, por la que ha pasado a ser notoriamente conocida en el mundo de habla inglesa. Al provenir de la traducción inglesa el mismo nombre se ha preferido en español.
El libro ha sido, junto a La sociedad del espectáculo de Guy Debord, una de las más importantes obras escritas por los principales miembros de la Internacional Situacionista (1957-1972).

## Argumento
El libro toma el ámbito de la "vida cotidiana", como el terreno sobre el cual la comunicación y la participación puede ocurrir, o, como es más frecuente, pervertirse y resumirse en pseudo formas. El autor considera que la comunicación directa y no mediatizada entre "sujetos cualitativos" es el 'fin' a la que tiende la historia de la humanidad, un estado de cosas todavía frustrados por la perpetuación de los modos de relación capitalista y que debe ser "atraído" a través de la construcción de situaciones. 
Bajo estas condiciones imperantes, las personas que todavía están manipulados dócilmente como "objetos" y sin "riqueza cualitativa", la que proviene de la afirmación de su individualidad irreductible, es hacia la creación de una vida vivida en primera persona que las situaciones deben ser "construidas". Por así decirlo, es la humillación de ser una "cosa" para los demás la que es responsable de todos los males que Vaneigem equipara con la vida de la ciudad moderna, el aislamiento, la humillación, la mala comunicación, y que para lograr la libertad se debe ir a la creación de nuevos roles que hagan caso omiso de las convenciones estereotipadas.
En 1967, el teórico marxista Henri Lefebvre, afirmaba que los situacionistas fueron los primeros en percibir las implicaciones y consecuencias de la crítica de la vida cotidiana: 

[...] prácticamente en solitario, durante un período difícil, preservaron [...] la consigna esencial de la revolución: cambiar la vida.

- Datos: Q7760584